# 荣敏之
荣敏之（1919年—），女，山东文登人，中华人民共和国政治人物，曾任辽宁省妇女联合会副主任。